# Tagondaing
Tagondaing (birmanisch တံခွန်တိုင်; Transliteration: ta.nhkwa.ntuing) ist ein Dorf im Kayin-Staat (Myanmar) und liegt am Winyaw-Fluss.